# Album al numero uno nella Billboard 200 nel 2002

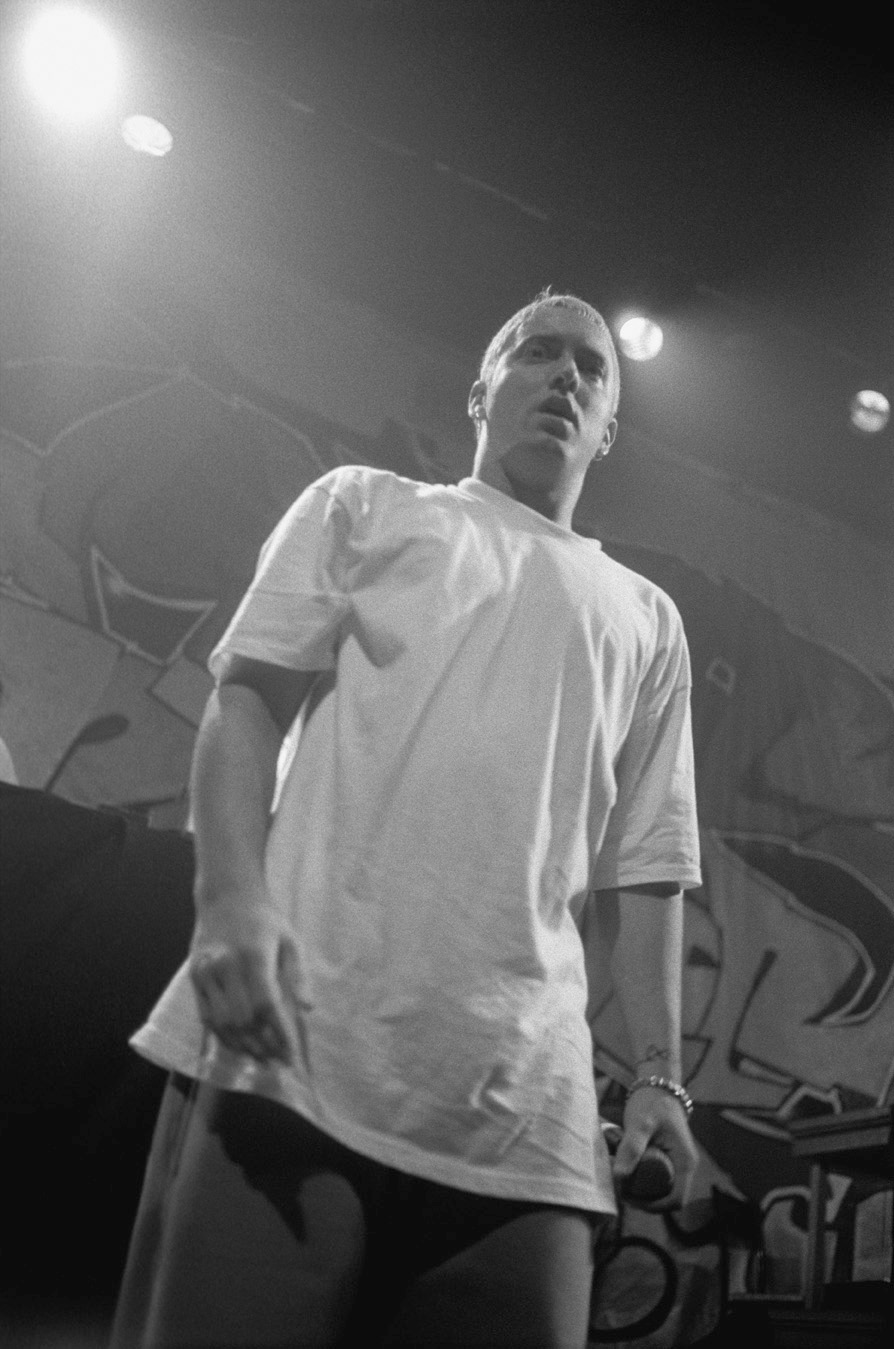
The Eminem Show, del rapper Eminem, è rimasto in vetta per 6 settimane non consecutive ed è stato l'album più venduto del 2002, con 7.6 milioni di copie.

Di seguito è proposta la lista degli album al numero uno nella Billboard 200 nel 2002.
La Billboard 200, pubblicata dalla rivista Billboard, è una classifica settimanale che considera i 200 album e EP più venduti negli Stati Uniti. I dati sono raccolti e compilati dalla Nielsen SoundScan prendendo in considerazione le vendite fisiche degli album accumulate settimanalmente.
Nel 2002 sono stati 24 gli album hanno raggiunto la prima posizione della classifica, ai quali si aggiunge Weathered dei Creed che aveva iniziato il suo dominio nel dicembre 2001 protraendosi per 8 settimane consecutive fino a fine gennaio 2002.
The Eminem Show, quarto album in studio del rapper americano Eminem, è stato l'album più venduto del 2002 con circa 7.6 milioni di copie vendute nell'anno. Inoltre, l'album è anche quello con la più lunga permanenza in vetta, con sei settimane non consecutive, e viene ricordato per le massicce vendite accumulate durante la prima settimana intera di debutto (1.322 milioni di copie). La Nielsen SoundScan lo ricorda come una delle maggiori vendite nella settimana di debutto di tutta la storia della classifica.
Weathered dei Creed, nonostante le 8 settimane consecutive, è accreditato come album con la più lunga permanenza in vetta del 2001. Jennifer Lopez ha ottenuto il suo secondo album numero uno con J to tha L-O!: The Remixes, che ha ottenuto il più alto numero di vendite nella settimana di debutto per un album di remix.
La cantante R&B Ashanti ha ottenuto la sua prima numero uno con il suo omonimo album di debutto, che ha venduto 502.500 copie nella settimana di debutto. Puff Daddy, dopo 5 anni da No Way Out (1997), ha raggiunto nuovamente la vetta della Billboard 200 con We Invented the Remix. Jay-Z ha ottenuto il suo quinto album numero uno con The Blueprint 2: The Gift & The Curse, che ha venduto 545.000 copie nella settimana di debutto.
La cantante country Shania Twain ha venduto 874.000 copie nella settimana di debutto con il suo album Up!, ottenendo il maggior numero di vendite nella settimana di debutto della sua carriera nonché il secondo più grande dell'anno, dietro solo a The Eminem Show e diventando, all'epoca, l'album con le vendite più rapide per un'artista donna. Nellyville, album del rapper americano Nelly, ha debuttato con 714.000 copie vendute nella prima settimana di disponibilità, superando le vendite del suo precedente album, Country Grammar, che ne aveva vendute 252.000.

## Billboard 200
| † | Indica l'album con le migliori prestazioni del 2002. |

| Data         | Album                                | Artista                       | Tot. sett. #1 | Unità vendute | Fonti  |
| ------------ | ------------------------------------ | ----------------------------- | ------------- | ------------- | ------ |
| 5 gennaio    | Weathered                            | Creed                         | 8             | 860.000       | [ 8 ]  |
| 12 gennaio   | Weathered                            | Creed                         | 8             | 398.000       | [ 9 ]  |
| 19 gennaio   | Weathered                            | Creed                         | 8             | 166.000       | [ 10 ] |
| 26 gennaio   | Weathered                            | Creed                         | 8             | 138.000       | [ 11 ] |
| 2 febbraio   | Drive                                | Alan Jackson                  | 4             | 423.000       | [ 12 ] |
| 9 febbraio   | Drive                                | Alan Jackson                  | 4             | 230.000       | [ 13 ] |
| 16 febbraio  | Drive                                | Alan Jackson                  | 4             | 189.000       | [ 14 ] |
| 23 febbraio  | J to tha L-O!: The Remixes           | Jennifer Lopez                | 2             | 156.049       | [ 15 ] |
| 2 marzo      | Drive                                | Alan Jackson                  | 4             | 184.000       | [ 16 ] |
| 9 marzo      | J to tha L-O!: The Remixes           | Jennifer Lopez                | 2             | 102.000       | [ 17 ] |
| 16 marzo     | Under Rug Swept                      | Alanis Morissette             | 1             | 215.000       | [ 18 ] |
| 23 marzo     | O Brother, Where Art Thou?           | Artisti vari                  | 2             | 159.000       | [ 19 ] |
| 30 marzo     | O Brother, Where Art Thou?           | Artisti vari                  | 2             | 149.000       | [ 20 ] |
| 6 aprile     | Now 9                                | Artisti vari                  | 1             | 420.000       | [ 21 ] |
| 13 aprile    | A New Day Has Come                   | Celine Dion                   | 1             | 558.000       | [ 22 ] |
| 20 aprile    | Ashanti                              | Ashanti                       | 3             | 502.500       | [ 23 ] |
| 27 aprile    | Ashanti                              | Ashanti                       | 3             | 246.000       | [ 24 ] |
| 4 maggio     | Ashanti                              | Ashanti                       | 3             | 190.000       | [ 25 ] |
| 11 maggio    | No Shoes, No Shirt, No Problems      | Kenny Chesney                 | 1             | 235.000       | [ 26 ] |
| 18 maggio    | Hood Rich                            | Big Tymers                    | 1             | 160.000       | [ 27 ] |
| 25 maggio    | Juslisen                             | Musiq Soulchild               | 1             | 260.000       | [ 28 ] |
| 1º giugno    | We Invented the Remix                | P. Diddy & The Bad Boy Family | 1             | 256.000       | [ 29 ] |
| 8 giugno     | The Eminem Show †                    | Eminem                        | 6             | 284.000       | [ 30 ] |
| 15 giugno    | The Eminem Show †                    | Eminem                        | 6             | 1.322.000     | [ 31 ] |
| 22 giugno    | The Eminem Show †                    | Eminem                        | 6             | 809.000       | [ 32 ] |
| 29 giugno    | The Eminem Show †                    | Eminem                        | 6             | 529.562       | [ 33 ] |
| 6 luglio     | The Eminem Show †                    | Eminem                        | 6             | 381.000       | [ 34 ] |
| 13 luglio    | Nellyville                           | Nelly                         | 4             | 714.000       | [ 35 ] |
| 20 luglio    | Nellyville                           | Nelly                         | 4             | 450.000       | [ 36 ] |
| 27 luglio    | Nellyville                           | Nelly                         | 4             | 340.000       | [ 37 ] |
| 3 agosto     | Busted Stuff                         | Dave Matthews Band            | 1             | 622.000       | [ 38 ] |
| 10 agosto    | Unleashed                            | Toby Keith                    | 1             | 338.000       | [ 39 ] |
| 17 agosto    | The Rising                           | Bruce Springsteen             | 2             | 525.000       | [ 40 ] |
| 24 agosto    | The Rising                           | Bruce Springsteen             | 2             | 239.000       | [ 41 ] |
| 31 agosto    | Nellyville                           | Nelly                         | 4             | 183.000       | [ 42 ] |
| 7 settembre  | The Eminem Show †                    | Eminem                        | 6             | 170.000       | [ 43 ] |
| 14 settembre | Home                                 | Dixie Chicks                  | 4             | 780.000       | [ 44 ] |
| 21 settembre | Home                                 | Dixie Chicks                  | 4             | 104.000       | [ 45 ] |
| 28 settembre | Home                                 | Dixie Chicks                  | 4             | 214.000       | [ 46 ] |
| 5 ottobre    | Believe                              | Disturbed                     | 1             | 284.000       | [ 47 ] |
| 12 ottobre   | ELV1S: 30#1 Hits                     | Elvis Presley                 | 3             | 500.000       | [ 48 ] |
| 19 ottobre   | ELV1S: 30#1 Hits                     | Elvis Presley                 | 3             | 337.000       | [ 49 ] |
| 26 ottobre   | ELV1S: 30#1 Hits                     | Elvis Presley                 | 3             | 205.000       | [ 50 ] |
| 2 novembre   | Cry                                  | Faith Hill                    | 1             | 472.000       | [ 51 ] |
| 9 novembre   | Shaman                               | Santana                       | 1             | 299.000       | [ 52 ] |
| 16 novembre  | 8 Mile                               | Artisti vari                  | 4             | 702.000       | [ 53 ] |
| 23 novembre  | 8 Mile                               | Artisti vari                  | 4             | 508.000       | [ 54 ] |
| 30 novembre  | The Blueprint²: The Gift & the Curse | Jay-Z                         | 1             | 545.000       | [ 55 ] |
| 7 dicembre   | Up!                                  | Shania Twain                  | 5             | 874.000       | [ 56 ] |
| 14 dicembre  | Up!                                  | Shania Twain                  | 5             | 623.000       | [ 57 ] |
| 21 dicembre  | Up!                                  | Shania Twain                  | 5             | 317.000       | [ 58 ] |
| 28 dicembre  | Up!                                  | Shania Twain                  | 5             | 373.000       | [ 59 ] |

Note:
1. ↑  Ha raggiunto il numero uno anche nel 2001
2. ↑  Ha raggiunto il numero uno anche nel 2003
3. ↑  Ha raggiunto il numero uno anche nel 2003
4. ↑  Ha raggiunto il numero uno anche nel 2003